# Phrixa
Phrixa is een geslacht van rechtvleugeligen uit de familie sabelsprinkhanen (Tettigoniidae). De wetenschappelijke naam van dit geslacht is voor het eerst geldig gepubliceerd in 1874 door Stål.

## Soorten
Het geslacht Phrixa omvat de volgende soorten:
- Phrixa bidentata Rehn, 1903
- Phrixa carinata Hebard, 1932
- Phrixa hoegei Saussure & Pictet, 1897
- Phrixa maya Saussure & Pictet, 1897
- Phrixa nasuta Stål, 1874
- Phrixa puebla Hebard, 1932
- Phrixa schumanni Saussure & Pictet, 1897
- Phrixa sima Brunner von Wattenwyl, 1878